# Liathach
Le Liathach est une montagne du Royaume-Uni située en Écosse, dans les Torridon Hills qui font partie des Highlands. Elle culmine au Spidean a' Choire Lèith à 1 055 mètres d'altitude, l'un des nombreux sommets de cette montagne allongée dans le sens est-ouest.